# Liste von Militärs/X
- Xacbert de Barbaira (um 1185; † um 1275), okzitanischer Ritter
- Xaintrailles, Jean Poton de (* vermutlich 1390 oder 1400; † 7. Oktober 1461), Marschall von Frankreich
- Xenophon (* um 426 v. Chr., † nach 355 v. Chr.), gewählter Stratege auf dem Zug der Zehntausend.
- Xerxes I. (519–465 v. Chr.), persischer Großkönig und ägyptischer Pharao
- Xerxes II. († 423 v. Chr.), persischer Großkönig
- Xiahou Ba (chinesisch 夏侯霸), Kommandant der chinesischen Wei-Dynastie zur Zeit der Drei Reiche im alten China
- Xiahou Dun (155–220), General zur Zeit der drei Reiche
- Xiahou En (167–208), General der Wei-Dynastie zur Zeit der Drei Reiche
- Xiahou Hui, Offizier der Wei-Dynastie zur Zeit der drei Reiche
- Xiahou Mao, General der chinesischen Wei-Dynastie zur Zeit der drei Reiche
- Xiahou Wei, Offizier der chinesischen Wei-Dynastie zur Zeit der Drei Reiche
- Xiahou Yuan († 219), General während der späten Han-Dynastie und im Vorfeld der Zeit der Drei Reiche
- Xiang Yu (232–202 v. Chr.) war ein General in der zusammenbrechenden Qín-Dynastie im alten China
- Xu Sheng († 225) war ein General der Wu-Dynastie zur Zeit der Drei Reiche
- Xu Xiangqian (1901 – 1990), Marschall der Volksrepublik China